# Датский ландрас

Хряк породы датский ландрас

Ландра́с — первая специализированная порода свиней беконного типа. Выведена в Дании в результате скрещивания местной датской свиньи с крупной белой в условиях полноценного кормления и насыщения рациона белком животного происхождения. При этом проводился длительный отбор и подбор помесей по скороспелости, мясным качествам и оплате корма продукцией. Свиньи породы ландрас типично беконного типа, с высоким содержанием в туше постного мяса и тонким слоем подкожного жира. При почти одинаковых репродуктивных качествах с животными крупной белой породы и некоторых других пород от ландраса при откорме до 100 кг получают туши с бо́льшим (на 2—5 %) содержанием постного мяса и несколько меньшей толщиной подкожного жира. Туловище у них растянутое, окорок широкий, плоский, уши длинные, сильно нависающие на глаза, кожа тонкая, щетина белая, редкая.
В России при хороших условиях свиноматка дает приплод около 11 поросят, которые быстро набирают массу (100 кг к 189 дню при расходе 3,9 кормовых единицы на 1 кг прироста). Средние хряки весят 310 кг, масса самок поменьше — порядка 250 кг.
Порода широко распространена по всей территории России и повсеместно используется для промышленного скрещивания с чистопородными и помесными матками крупной белой. Многоплодие помесных свиноматок повышается на 5—10 %, скороспелость молодняка — на 5—12 % при одновременном снижении затрат корма на 1 кг прироста живой массы; содержание мяса в туше увеличивается на 2—7 %.
Часто используют породу Дюрок для скрещивания — гибриды получаются быстрорастущими, более крупными, чем производители, и с большим процентом мяса с туши.